# Raionul Kaniv, Cerkasî
Kaniv (în ucraineană Канівський район, transliterat: Kanivskîi raion) este un raion în regiunea Cerkasî, Ucraina. Reședința sa este orașul regional Kaniv, care nu aparține raionului.

## Demografie
Componența lingvistică a raionului Kaniv
     Ucraineană (96,95%)
     Rusă (2,75%)
     Alte limbi (0,1%)
Conform recensământului din 2001, majoritatea populației raionului Kaniv era vorbitoare de ucraineană (96,95%), existând în minoritate și vorbitori de rusă (2,75%).